# Ловер-Чичестер Тауншип (округ Делавар, Пенсільванія)
Ловер-Чичестер Тауншип (англ. Lower Chichester Township) — селище (англ. township) в США, в окрузі Делавер штату Пенсільванія. Населення — 3425 осіб (2020).

## Демографія
Згідно з переписом 2010 року, у селищі мешкало 3469 осіб у 1247 домогосподарствах у складі 886 родин. Було 1346 помешкань
Расовий склад населення:
| - 87,6 % — білих - 7,9 % — чорних або афроамериканців - 0,6 % — азіатів - 0,1 % — корінних американців |

До двох чи більше рас належало 3,3 %. Частка іспаномовних становила 3,9 % від усіх жителів.
За віковим діапазоном населення розподілялося таким чином: 27,7 % — особи молодші 18 років, 63,3 % — особи у віці 18—64 років, 9,0 % — особи у віці 65 років та старші. Медіана віку мешканця становила 32,4 року. На 100 осіб жіночої статі у селищі припадало 94,1 чоловіків;  на 100 жінок у віці від 18 років та старших — 91,5 чоловіків також старших 18 років.
Середній дохід на одне домашнє господарство  становив 60 592 долари США (медіана — 55 938), а середній дохід на одну сім'ю — 61 982 долари (медіана — 54 261). Медіана доходів становила 49 561 долар для чоловіків та 33 167 доларів для жінок. За межею бідності перебувало 14,1 % осіб, у тому числі 20,1 % дітей у віці до 18 років та 2,9 % осіб у віці 65 років та старших.
Цивільне працевлаштоване населення становило 1558 осіб. Основні галузі зайнятості: роздрібна торгівля — 21,3 %, освіта, охорона здоров'я та соціальна допомога — 17,7 %, мистецтво, розваги та відпочинок — 13,2 %.